# HD 76512
HD 76512，又名CD-23 7902，SAO 176711、HR 3559，是一颗恒星，视星等为6.39，位于銀經249.22，銀緯13.69，其B1900.0坐标为赤經8h 51m 31.3s，赤緯-23° 13.69′ 12″。